# 3 Herzen
3 Herzen (Originaltitel: 3 cœurs) ist ein französisches Filmdrama von Benoît Jacquot aus dem Jahr 2014.

## Handlung
Bei einem Aufenthalt in der Provence verliebt sich der Finanzbeamte Marc in seine Zufallsbekanntschaft Sylvie. Sie verabreden sich zu einem Wiedersehen in Paris, das Marc verpasst, da er vorher einen Herzinfarkt erleidet. Nach seiner Genesung reist Marc erneut in die Provence, um Sylvie zu suchen, die aber inzwischen in die Vereinigten Staaten ausgewandert ist. Marc verliebt sich erneut und heiratet Sophie. Zu spät findet er heraus, dass Sophie die Schwester der verschollenen Sylvie ist.

## Produktion
3 Herzen feierte 2014 bei den Internationalen Filmfestspielen von Venedig Premiere. Regisseur Benoît Jacquot wurde für den Goldenen Löwen nominiert.
Der Film ist eine Gemeinschaftsproduktion von Pandora Film, Rectangle Productions, Wild Bunch, Scope Pictures, Arte France Cinéma, Arte Deutschland/WDR und Rhône-Alpes Cinéma.

## Synchronisation
| Rolle         | Darsteller           | Deutsche Sprecher  |
| ------------- | -------------------- | ------------------ |
| Madame Berger | Catherine Deneuve    | Katharina Lopinski |
| Sylvie Berger | Charlotte Gainsbourg | Irina Wanka        |
| Sophie Berger | Chiara Mastroianni   | Elisabeth Günther  |
| Marc Beaulieu | Benoît Poelvoorde    | Frank Röth         |
| Castang       | André Marcon         | Hans Bayer         |
| Sylvies Mann  | Patrick Mille        | Andreas Meese      |

## Kritiken
„Sicherlich schaut man dieser hervorragend besetzten Schauspielerriege gerne bei der Arbeit zu... Dennoch verfolgt man die Geschichte mit langsam anschwellender Ungeduld, weil der Film immer wieder die Frustrationstoleranz seines Publikums austestet, indem er in den spannendsten Momenten kecke Zeitsprünge vollzieht... 3 Herzen spielt mit den Gefühlen seiner Figuren wie eine Katze mit einer halbtoten Maus – dabei schaut man einfach nicht gerne zu.“

„Poelvoorde und Gainsbourg können solche Begegnungen spielen. Aber für eine Amour fou gewinnt ‚3 Herzen‘ nie den richtigen Pulsschlag. Es wird viel gegessen... Hauptesserin ist Catherine Deneuve, Mutter der Schwestern... Was sonst hätte eine Frau ihres Alters noch vor im Leben? Auch ahnt man längst, wie alles endet, aber das dauert noch, lange, zu lange. Nicht nur Marc, auch dieser Film hat zuletzt ein zu schwaches Herz.“

„Vor allem aber geht es hier um eine Genealogie des Kinos, der Filmgeschichte. Chiara Mastroianni, die Sylvies Schwester spielt und Marcs zukünftige Frau, ist die leibliche Tochter von Catherine Deneuve, die im Film ihre Mutter darstellt. Von dort bis zu François Truffaut, zu dessen Musen Deneuve zählte, ist es nur ein kleiner Schritt. Wie in Truffauts ‚Die Frau nebenan‘ wird die große, tragisch verpasste Liebe zwischen Marc und Sylvie nie aufhören, die Ruhe einer arrangierten und aufgeräumten Ehe zu stören, um direkt in einen bürgerlichen Albtraum zu münden.“